# Марлин (нефтяное месторождение)
Марли́н (порт. Marlim) — крупное нефтяное месторождение в Бразилии. Расположено в Атлантическом океане в 550 км к востоку от г. Рио-де-Жанейро. Открыто в 1985 году.
Марлин относится к бассейну Кампус. Нефтегазоносность связана с отложениям нижнемелового возраста. Залежи на глубине 0,4 — 2 км. Плотность нефти 0,937 г/см³, содержание серы 0,67 %.
Геологические запасы нефти Марлина оценивается 1,6 млрд тонн.
Марлин состоит из 3 частей — Восточный Марлин, Южный Марлин и Северный (Основной) Марлин. Марлин вместе с Марлин-Сул (Marlim Sul) 1,0, Марлин-Лести (Marlim Leste) 0,6, Барракудой (Barracuda) 0,8 и Каратингой (Caratinga) 0,3 объединяются в комплекс Марлин. Геологические запасы нефти комплекса Марлин оценивается 4,3 млрд тонн.
Оператором месторождение является бразильская нефтяная компания Petrobras. Добыча нефти на месторождении в 2006 г. — составила 22,5 млн тонн.